# Luís Bernardo Honwana
Luís Bernardo Honwana (Lourenço Marques, atual Maputo, 12 de novembro de 1942) é um escritor moçambicano.

## Biografia
Luís Bernardo Honwana nasceu na cidade de Lourenço Marques (atual Maputo) em 1942. Cresceu na Moamba, no interior, onde seu pai trabalhava como intérprete. Aos 17 anos foi para a capital estudar jornalismo. Seu talento foi descoberto por José Craveirinha e  Rui Knopfli , famosos poetas moçambicanos. Em 1964, Honwana se tornou um militante da Frente de Libertação de Moçambique (FRELIMO) que tinha como propósito conseguir a independência  de Portugal. Devido às suas atividades políticas, foi preso em 1964 e permaneceu encarcerado por três anos pelas autoridades coloniais. Em 1970, foi para Portugal estudar Direito na  Universidade de Lisboa. Após a Independência de Moçambique, Honwana foi alto funcionário do Governo e presidente da Organização Nacional dos Jornalistas de Moçambique. Desempenhou também funções de diretor do gabinete do Presidente Samora Machel. Em 1982, tornou-se Secretário de Estado da Cultura de Moçambique e, em 1986, foi nomeado Ministro da Cultura de Moçambique. Em 1987, foi eleito membro do Conselho Executivo da Organização das Nações Unidas para Educação, Ciência e Cultura (UNESCO).
Em 1991, fundou e foi o primeiro Presidente do Fundo Bibliográfico de Língua portuguesa.
Em 1994, foi convidado para entrar para o Secretariado da UNESCO e foi nomeado Diretor do escritório regional da organização, com base na África do Sul. Honwana é membro fundador da Organização Nacional dos Jornalistas de Moçambique, da Associação Moçambicana de Fotografia e da Associação dos Escritores Moçambicanos. Atualmente, está envolvido na Fundação para a Conservação da Biodiversidade (BIOFUND).

## Obra
Publicou Nós Matámos o Cão-Tinhoso em 1964. Em 1969, ainda em pleno colonialismo e com a guerra colonial no auge, a obra é publicada em língua inglesa (com o título de We Killed Mangy-Dog and Other Stories) e obtém grande divulgação e reconhecimento internacional, vindo a ser traduzida para vários outros idiomas . O aparecimento desta obra estabeleceu um novo paradigma para o texto narrativo moçambicano. Na escrita dos contos que compõem o volume, Honwana favorecia um estilo simples e económico, prestando atenção aos aspectos visuais das histórias. Um de seus contos "As mãos dos pretos" foi registado no livro "Contos Africanos dos países de língua portuguesa", junto a outros contos dos autores Albertino Bragança, Boaventura Cardoso, José Eduardo Agualusa, Luandino Vieira, Mia Couto, Nelson Saúte, Odete Semedo, Ondjaki e Teixeira de Sousa. Todos estes autores vivem ou viveram em países africanos de língua oficial portuguesa.